# Эйр Америка (фильм)
«Эйр Америка» (англ. Air America) — американский кинофильм 1990 года режиссёра Роджера Споттисвуда с Мелом Гибсоном и Робертом Дауни-младшим в главных ролях.

## Сюжет
1969 год. Пилот Билли Ковингтон (Роберт Дауни-младший) теряет работу и соглашается работать на грузовую авиакомпанию «Эйр Америка» (реальная авиакомпания, принадлежащая ЦРУ США и служащая для обеспечения и прикрытия её тайных операций). Его напарник Джин Райэк (Мел Гибсон) не сразу предупреждает, что самолёты перевозят в Лаос наркотики и оружие. Но это идёт против принципов Билли.

## В ролях
- Мел Гибсон — Джин Райэк
- Роберт Дауни-младший — Билли Ковингтон
- Нэнси Трэвис — Коринна Ландро
- Кен Дженкинс — майор Дональд Лемонд
- Дэвид Маршалл Грант — Роб Диль
- Лейн Смит — сенатор Дэвенпорт
- Арт Лафлёр — Джек Нили
- Нед Эйзенберг — Ник Пирелли
- Маршалл Белл — Кью. Ви.
- Дэвид Бове — Сондерс
- Берт Квук — генерал Лу Сун
- Майкл Дудикофф — генерал Ли (в титрах не указан)